# Agias
La statua di Agias è un'opera in marmo, databile alla fine del IV secolo a.C., facente parte del gruppo dinastico fatto erigere da Daoco II a Delfi e conservato nel museo archeologico locale (inv. 1875).

## Storia
La statua faceva parte di un donario marmoreo fatto erigere dal tetrarca di Tessaglia Daoco II nel santuario di Apollo a Delfi, in seguito alla sua elezione, nel 337-336 a.C., a rappresentante dei tessali nella Lega di Delfi. L'opera, che celebra la dinastia di Daoco II, potrebbe essere copia in marmo di un primo donario in bronzo fatto erigere a Farsala su imitazione del Philippeion di Filippo II di Macedonia. Del perduto gruppo di Farsala nel XIX secolo si conservava la base della statua del bisnonno di Daoco II, Agias, descritto nell'epigrafe come atleta vittorioso. La base di Farsala riportava anche la firma di Lisippo come scultore.
Le figure marmoree di Delfi, che si disponevano linearmente su una stessa base e affiancavano la figura di Apollo ipotizzata all'estrema destra, si sono quasi interamente conservate. Agìas, come ancora si legge nell'iscrizione di Delfi, fu campione di pancrazio (uno sport che prevedeva una combinazione di lotta e pugilato), e più volte vincitore delle gare olimpiche, di quelle delfiche, dei giochi istmici e dei giochi di Nemea nel V secolo a.C.

## Descrizione
L'atleta è raffigurato con un'espressione del volto tenace e vigorosa, ma dai tratti delicati. Il corpo è alto e snello, la muscolatura ben disegnata. Il peso della figura è appoggiato su una gamba, mentre l'altra è leggermente flessa, entrambi i piedi però appoggiano interamente sulla base secondo un'iconografia frequente nelle opere dello scultore di Sicione a partire dal 340 a.C. circa (data della base di Corinto, Corinto, Agorà n. 29). La testa è più piccola rispetto alle proporzioni classiche, la parte inferiore del corpo è particolarmente allungata, le proporzioni della figura corrispondono a quelle attribuite al canone di Lisippo da Gaio Plinio Secondo e ripreso dai trattati della scuola di Sicione da Vitruvio.
Nella stessa sala del museo, in cui è conservata la statua di Agias, sono esposte le altre sculture conservate pertinenti al donario, tra queste, su base stilistica, sono state avvicinate a Lisippo le figure di Daoco I e Sisifo II, mentre per quelle di Acnonio e Agelao si è ipotizzata una collaborazione con Leocare, collaboratore di Lisippo nella Caccia al leone di Alessandro e Cratero dedicata da Cratero a Delfi.